# 유엔 개발 그룹

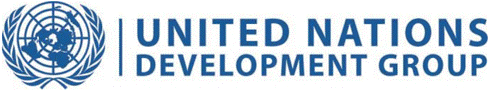
유엔 개발 그룹의 로고

유엔 개발 그룹(United Nations Development Group, UNDG)은 유엔의 개혁안에 따라 1997년 유엔 사무총장이 설치한, 유엔의 개발 활동의 효과를 개선하기 위한 협력 단체이다.

## 회원 단체
유엔 개발 그룹은 32개 회원 단체와 5개 옵서버로 이루어져 있다. 매년 3회 이상 모여 개발 현안에 관해 조율하고 결정을 내린다.
- 유엔 개발 계획(UNDP)
- 유엔 아동 기금(UNICEF)
- 유엔 인구 기금(UNFPA)
- 세계 식량 계획(WFP)
- 유엔 인권 고등 판무관 사무소(OHCHR)
- 유엔 여성 통합 기구(UN Women) (유엔 여성 개발 기금(UNIFEM))
- 유엔 연구 사업소(UNOPS)
- 유엔 에이즈 계획(UNAIDS)
- 유엔 인간 주거 계획(UN-HABITAT)
- 유엔 마약 범죄 사무소(UNODC)
- 세계 보건 기구(WHO)
- 유엔 경제사회국(DESA)
- 국제 농업 개발 기금(IFAD)
- 유엔 무역 개발 회의(UNCTAD)
- 유엔 교육 과학 문화 기구(UNESCO)
- 식량 농업 기구(FAO)
- 유엔 산업 개발 기구(UNIDO)
- 국제 노동 기구(ILO)
- 유엔 공보국(UNDPI)
- 유엔 최빈국·내륙국·소도서국 대표 사무소(OHRLLS)
- 어린이와 무력 분쟁에 관한 사무총장 특별 대표(SRSG/CAC)
- 유엔 환경 계획(UNEP)
- 유엔 난민 고등 판무관 사무소(UNHCR)

- 아프리카 자문실(OSAA), 유엔 사무국
- 세계 관광 기구(UNWTO)
- 세계 기상 기구(WMO)
- 국제 전기 통신 연합(ITU)

## 옵서버
- 세계은행
- 유엔 국제 협력 기금(UNFIP)
- 유엔 인도주의 업무 조정국(OCHA)
- 유엔 총장 대변인
- 유엔 사무차장실 국장

## 같이 보기
- 유엔의 개혁
- 유엔 개발 계획